# Инженерная геофизика
Инженерная геофизика —  направление разведочной(прикладной) геофизики, изучающее геолого-геофизическое строение и физические свойства верхней части геологического разреза в связи с хозяйственной деятельностью человека. Методика инженерной геофизики включает в себя наземные методы, скважинные и лабораторные исследования. Инженерная геофизика отличается высокой мобильностью, значительным объёмом получаемой информации, объективностью результатов измерения и относительно низкой стоимостью работ. Одним из основных недостатков геофизических методов является неоднозначность получаемых результатов. Поэтому комплексирование  методов, позволяющее полностью или частично решить данную проблему, является важнейшей частью инженерно-геофизических исследований. 

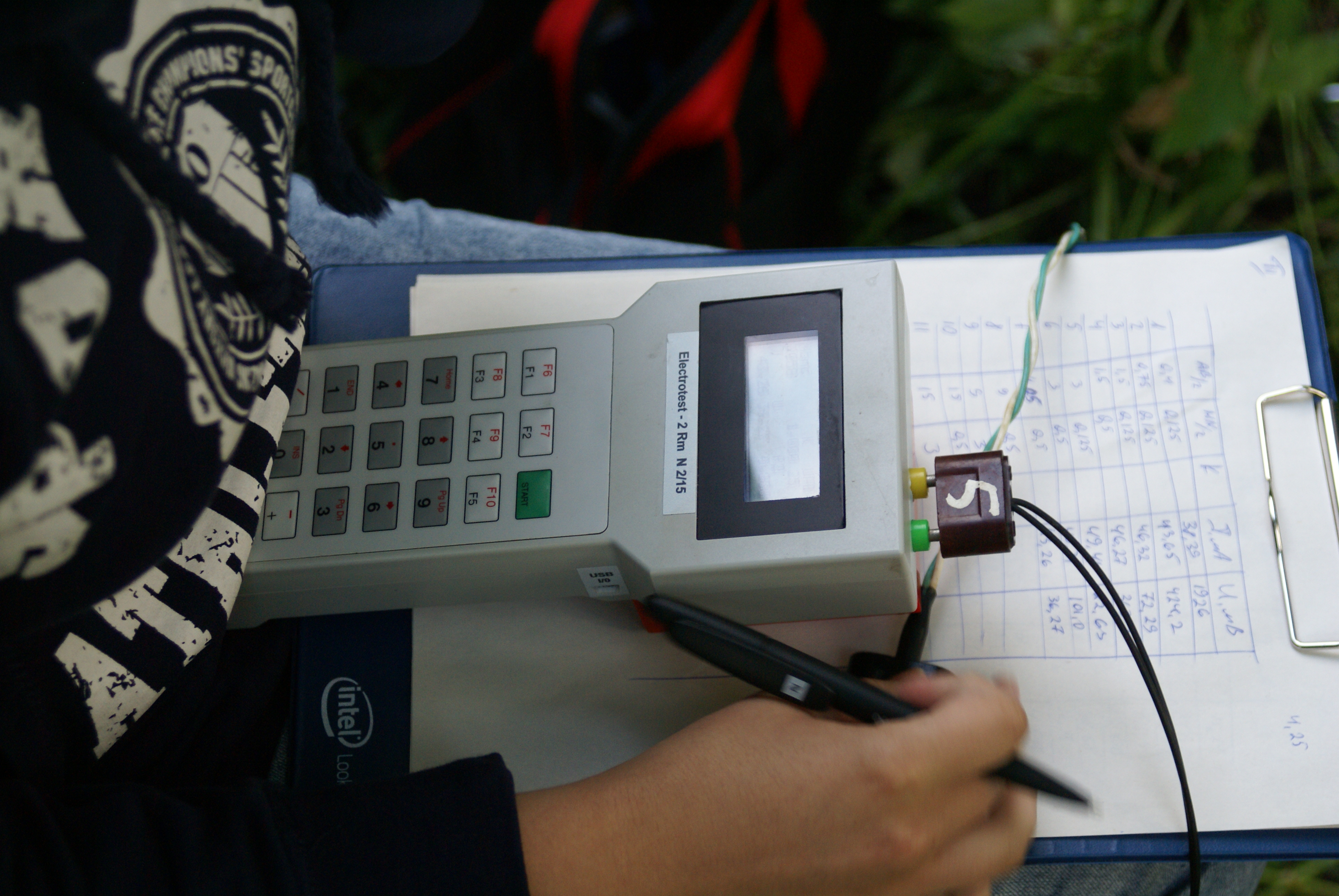

Основный принцип разведочной геофизики - измерение наведённого или естественного  поля, создаваемого физически-неоднородными (аномалиеобразующими) геологическими телами, представляющий поисковый интерес.

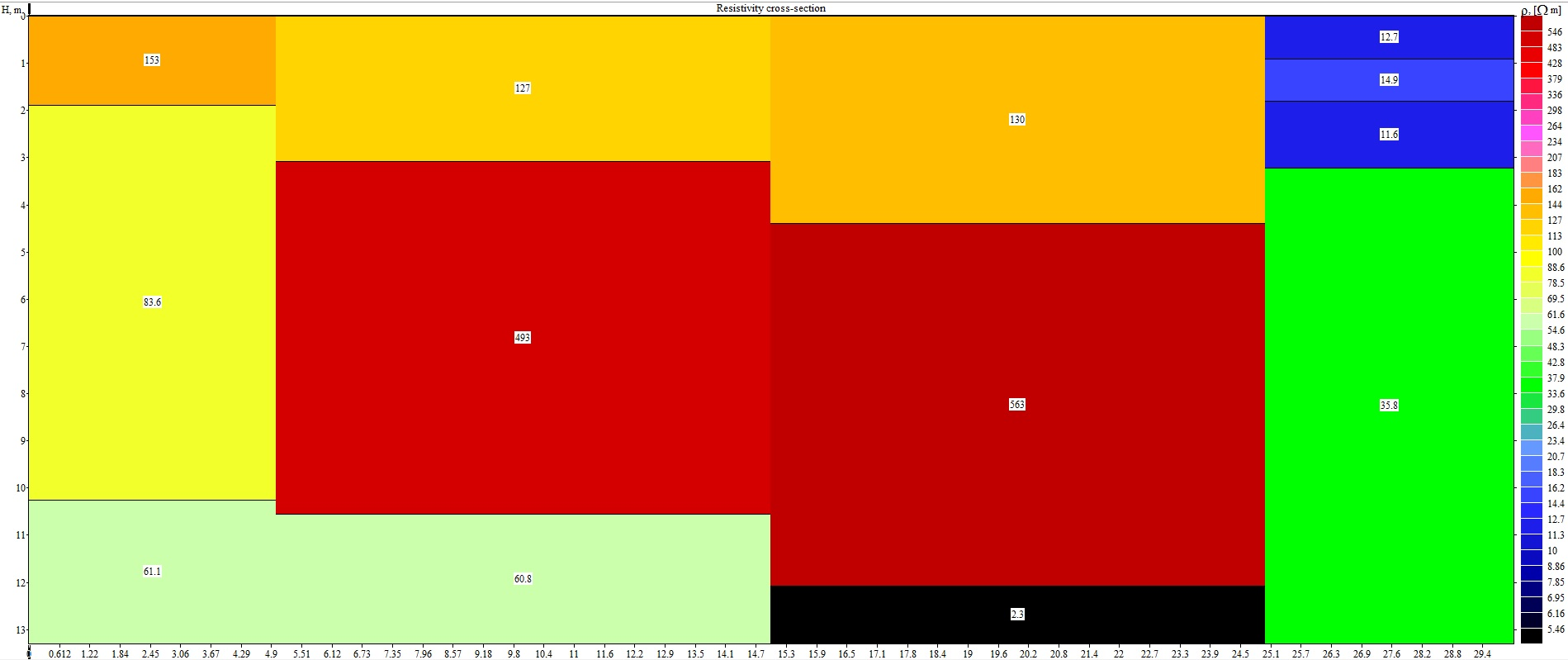
Ipi2Win Геоэлектрический разрез

## Решаемые геологические задачи
При помощи геофизики решаются следующие задачи инженерной геологии и смежных наук:
1. Прослеживание кровли скального основания, перекрытого дисперсными грунтами.
2. Определения уровня грунтовых вод и неглубоко залегающих водоносных горизонтов.
3. Литологическое расчленение верхней части разреза, прослеживание геолого-геофизических границ.
4. Поиск скрытых подземных пустот — пещер, карстовых полостей[4], труб, туннелей, коммуникаций, подвальных помещений, склепов и т.д.
5. Изучение оползневых склонов, выделение зеркал скольжения.
6. Нахождение физических свойств грунтов в естественном залегании.
7. Сейсмическое микрорайонирование(СМР).
8. Прослеживание кровли многолетнемёрзлых пород.
9. Изучение состояния строительных конструкций  и коммуникаций — фундаментов, свай, металлических трубопроводов

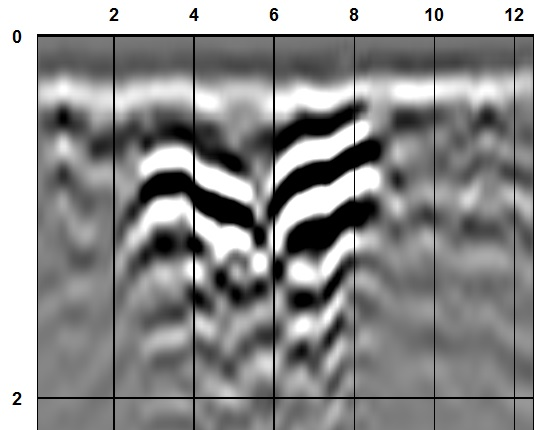
Разрез георадиолокации

## Разделы
Инженерная электроразведка — базируется на использовании постоянных и переменных электромагнитных полей, как искусственно созданных, так и естественных. Применяется для уточнения геологического строения, картирования мёрзлых и скальных грунтов, определения водно-физических свойств, прослеживания водоносных горизонтов, поиска и определения состояния металлических коммуникаций — кабеля, труб и т.д; установления агрессивного влияния геологической среды на коммуникации.

Инженерная сейсморазведка на оползнях

Инженерная сейсморазведка —

## История[5]
Еще до появления разведочной геофизики, в 90-х годах XIX века. французские гидрогеологи обосновали возможности термометрии как метода сопровождения каптажных работ на минеральные воды.

### 20-е — 30-е годы XX века
Для решения инженерно-геологических задач геофизические методы начали применять в конце 1920-х годов в США, Франции и СССР.  В СССР первые работы методами инженерной геофизики  были проведены в 1929 году на р. Енисей с целью определения мощности аллювия в створе проектируемой плотины. Для решения этой задачи использовались методы инженерной электроразведки на постоянном токе.
В 30-е годы XX века электроразведка в комплексе с сейсморазведкой преломлёнными волнами используются для изучения карста, оползней и многолетней мерзлоты. Первые исследования криолитозоны (с 1934 г.) геофизическими методами связаны с именами  В.Ф. и Ю.В. Бончковских.

### 40-е — 50-е годы XX века
Начиная с 1949 г. на кафедре геофизики МГУ развивается направление, связанное с использованием геофизических методов для решения инженерно-геологических  задач. Организатором и руководителем этого направления стал  Огильви Александр Александрович(1915-2000).
Промышленное использование инженерной геофизики началось в 40-50-х годах XX века  в связи с большими объёмами строительства гидротехнических сооружений в Средней Азии, на Волге, Днепре и многих сибирских реках.  Сжатые сроки, отведённые на проектно-изыскательные работы, отрицательно сказывались на объёмах бурения, поэтому использование инженерной геофизики оказалось весьма полезным. В тот же период геофизические методы применяются в горном деле при проектировании и строительстве шахт, осушении месторождений полезных ископаемых.

### 60-е — 70-е годы XX века
В начале 60-х годов XX века перед инженерной геологией встают новые задачи, которые потребовали изменения технологии существующих методов и разработки принципиально новых. Инженерная геофизика уходит от традиционных структурных геологических задач и начинает применяться для изучения физических свойств, состава и состояния горных пород, мониторинга и прогнозирования опасных геодинамических процессов, решения геоэкологических задач. В научную работу включаются ВСЕГИНГЕО(Горяинов Николай Николаевич), геологический факультет Московского университета( Виктор Казимирович Хмелевской(род. в 1931 г.)), Гидропроект(Савич Анатолий Игоревич(род. в 1935 г.), Ляховицкий Феликс Моисеевич(род в 1931 г.)), ПНИИИС.  Начинается активное вовлечение в обработку и интерпретацию материалов инженерной геофизики цифровых ЭВМ. Разрабатывается специализированная аппаратура для малоглубинных детальных геофизических исследований.
В 60-70-е годы были получены важнейшие экспериментальные и теоретические результаты по методам сейсмических исследований нескальных грунтов, которые послужили базой для современных разработок (Уральская горно-геологическая академия, Бондарев В.И., Крылатков С.М. и др.). С выходом в 1977 году «Инструкции по применению сейсморазведки в инженерных изысканиях для строительства» (РСН-45-77) это направление исследований было узаконено юридически и получило широкое распространение в изыскательских организациях страны, позволяя достаточно точно в короткие сроки и с минимальными затратами изучать распределение показателей физико-механических свойств в плане и в разрезе с детальностью, практически недоступной для других существующих геофизических методов.
В 70 -е годы инженерная геофизика выходит на новый уровень. Появляются методы, основанные на просвечивании массивов горных пород сейсмоакустическими и электромагнитными полями, проводятся работы на акваториях, развиваются технологии определения физико-механических и водно-физические параметров  в естественном залегании.  Всё возрастает роль автоматизированной обработки геофизических данных.

### 80-е — 90-е годы XX века
В 80-е зарождаются наземные и скважинные томографические методы, появляется принципиально новая портативная цифровая аппаратура, развиваются методы переменных электромагнитных полей, георадиолокация.   Стремительно увеличиваются возможности персональных компьютеров. В 1982-1987 годах Ляховицкий Феликс Моисеевич выполняет геофизические работы по изучению карста на территории г. Москвы
В 90-е годы XX века  на кафедре сейсмических и скважинных методов МГРИ-РГГРУ (тогда МГГА) под руководством Г.Н. Боганика(1935-2007) и В.П. Номоконова(1921-2001) была  опробована методика  высокоразрешающей сейсморазведки для изучения карстово-суффозионных и неотектонических процессов на территории г. Москвы. В инженерную геофизику приходят ноутбуки и средства глобального позиционирования.

### 00-е — 10-е годы XXI века
Начало нового, XXI -го, века знаменуется повсеместным внедрением сейсмотомографии и электротомографии в практику инженерной геофизики, увеличением канальности и разрядности цифровой аппаратуры, телеметрии, появлением метода поверхностных волн (MASW)  и высокоразрешающей сейсморазведки отражёнными поперечными волнами(Скворцов Андрей Георгиевич . Существенно развиваются возможности пакетов обработки геофизических данных.

## Применение

### Археология[16]
Геофизические методы используются при археологических поисках. Благодаря возможности дистанционного изучения применение геофизических методов  позволяет заметно снизить объём грунта, извлекаемого при раскопках. Состав заполнителя, слагающего скрытые подземные сооружения (например, туннели или захоронения) по электрическим и магнитным свойствам. Структура заполнителя также может быть уточнена в ходе георадиолокации. Печи, очаги камины и печи из обожжённой  глины или прокалённых булыжников имеют высокую остаточную намагниченность и  находятся по сильным аномалиям магнитного поля. При изучении древних затопленных городов применяется эффективный комплекс геофизических методов — гидролокация бокового обзора, магниторазведка и сейсмоакустика.

### Криминалистика
В криминалистике геофизика все чаще используется для обнаружения приповерхностных объектов или материалов, представляющий интерес для уголовного или гражданского расследования. Это — останки жертв убийства, незаконные захоронения, схроны оружия, выбросы загрязняющих вещества. Для решения этих проблем применяется георадиолокация и электротомография.

### Геотехнические исследования
При геотехнических исследованиях геофизика применяется для поиска скрытых или потерянных коммуникаций, силовых кабелей, исследовании фундаментов, состава и свойств почв, изучения состояния горных выработок, поиска мин и т.д.